# Arauzo de Torre
Arauzo de Torre – gmina w Hiszpanii, w prowincji Burgos, w Kastylii i León, o powierzchni 13,59 km². W 2011 roku gmina liczyła 90 mieszkańców.